# 藍天會延續到這世界上的哪裡去呢？
《藍天會延續到這世界上的哪裡去呢？》（日语：／ sekai ha dokomade aozora nanoka */?）是日本女子偶像組合NGT48的第2張單曲，於2017年12月6日由Ariola Japan發行。同名標題曲由荻野由佳擔任Center（中心成員）。

## 概要
單曲分為Type-A、Type-B、Type-C和NGT48 CD盘，總共4個版本。其中，《藍天會延續到這世界上的哪裡去呢？》和《我的眼淚流不出來》收錄於所有版本，《藍天會延續到這世界上的哪裡去呢？》的音樂錄影帶則收錄於NGT48 CD盘以外的所有版本。NGT48 CD盘收錄了《笨拙的上學電車》；《在成為大人之前》及其音樂錄影帶收錄於Type-A；《擁抱的櫻木町》及其音樂錄影帶收錄於Type-B；《有什麼東西在》及其音樂錄影帶收錄於Type-C。NGT48 CD盘以外所有版本均有全國握手會參加券和隨機生寫真一張。另外，除了NGT48 CD盘外，所有版本的DVD均收錄了成員的個人影片。
2017年9月7日，NGT48在Team NIII 3rd Stage「榮耀之丘」公演中宣佈推出第2張單曲，並且公佈選拔成員名單，由荻野由佳擔任中心成員，新選拔成員是研究生角尤利婭和宮島亞彌。同年11月2日，公佈了單曲的標題名和部分收錄內容。11月7日，公開了由山戶結希執導的單曲音樂錄影帶。11月14日，公開了由上田大樹執導的《有什麼東西在》的音樂錄影帶。11月16日，公開了在新潟縣南魚沼郡湯澤町拍攝的《在成為大人之前》的音樂錄影帶。11月21日，公開了中井莉加與LOS INDIOS合唱的《擁抱的櫻木町》的音樂錄影帶。
12月2日，中井莉加在富山縣小矢部市三井Outlet Park北陸小矢部、同縣富山市和立山町进行单曲发行纪念活动时獻唱收錄曲《擁抱的櫻木町》。12月8日，埼玉縣出身的荻野由佳、山田野繪和清司麗菜在同縣越谷市的AEON LakeTown舉行單曲發售紀念活動。
11月28日，NGT48在日本電視台的音樂祭典《Best Artist 2017》中首次演唱單曲，另外在TBS電視台節目《COUNT DOWN TV》亦有演唱單曲。

## 反應
在《告示牌》Top Singles Sales榜中，單曲首週銷量為202,323張，雖然次於防彈少年團的《MIC Drop/DNA/Crystal Snow》，但是壓過由HKT48成員指原莉乃擔任製作人的团体=LOVE的《我們的制服聖誕節》，位列第二，而在日本熱門100金曲榜亦同樣排第2位。在Oricon公信榜中，單曲首週銷量是148,442張，排第2位。

## 歌曲列表

### Type-A
| CD   | CD                                              | CD     | CD     | CD       |
| 曲序 | 曲目                                            |        | 作曲   | 編曲     |
| ---- | ----------------------------------------------- | ------ | ------ | -------- |
| 1.   | 藍天會延續到這世界上的哪裡去呢？                | 秋元康 | 齊門   | 板垣祐介 |
| 2.   | 我的眼淚流不出來（SNS選拔）                     | 秋元康 | aokado | Mitsu.J  |
| 3.   | 在成為大人之前（真正學生選拔）                  | 秋元康 | 丸谷學 | 丸谷學   |
| 4.   | 藍天會延續到這世界上的哪裡去呢？ off vocal ver. |        | 齊門   | 板垣祐介 |
| 5.   | 我的眼淚流不出來 off vocal ver.                 |        | aokado | Mitsu.J  |
| 6.   | 在成為大人之前 off vocal ver.                   |        | 丸谷學 | 丸谷學   |

| DVD  | DVD                                          | DVD        |
| 曲序 | 曲目                                         | 導演       |
| ---- | -------------------------------------------- | ---------- |
| 1.   | 藍天會延續到這世界上的哪裡去呢？ MUSIC VIDEO | 山戶結希   |
| 2.   | 在成為大人之前 MUSIC VIDEO                   | 戶塚富士丸 |
| 3.   | 大瀧友梨亞                                   | 志苗准一   |
| 4.   | 荻野由佳                                     | 中村太洸   |
| 5.   | 小熊倫實                                     | Genki Ito  |
| 6.   | 柏木由紀                                     | 關山雄太   |
| 7.   | 加藤美南                                     | 田村昌大   |
| 8.   | 角尤利婭                                     | 森克彥     |
| 9.   | 北原里英                                     | 中島望     |
| 10.  | 日下部愛菜                                   | 水野博章   |

### Type-B
| CD   | CD                                              | CD     | CD       | CD       |
| 曲序 | 曲目                                            |        | 作曲     | 編曲     |
| ---- | ----------------------------------------------- | ------ | -------- | -------- |
| 1.   | 藍天會延續到這世界上的哪裡去呢？                | 秋元康 | 齊門     | 板垣祐介 |
| 2.   | 我的眼淚流不出來（SNS選拔）                     | 秋元康 | aokado   | Mitsu.J  |
| 3.   | 擁抱的櫻木町（中井莉加與LOS INDIOS）            | 秋元康 | 豐田健甫 | 若田部誠 |
| 4.   | 藍天會延續到這世界上的哪裡去呢？ off vocal ver. |        | 齊門     | 板垣祐介 |
| 5.   | 我的眼淚流不出來 off vocal ver.                 |        | aokado   | Mitsu.J  |
| 6.   | 擁抱的櫻木町 off vocal ver.                     |        | 豐田健甫 | 若田部誠 |

| DVD  | DVD                                          | DVD               |
| 曲序 | 曲目                                         | 導演              |
| ---- | -------------------------------------------- | ----------------- |
| 1.   | 藍天會延續到這世界上的哪裡去呢？ MUSIC VIDEO | 山戸結希          |
| 2.   | 擁抱的櫻木町 MUSIC VIDEO                     | 川村Kensuke       |
| 3.   | 佐藤杏樹                                     | 白石剛浩          |
| 4.   | 菅原里子                                     | 竹森徳芳          |
| 5.   | 清司麗菜                                     | 中畑裕貴          |
| 6.   | 高倉萌香                                     | 畳谷哲也          |
| 7.   | 太野彩香                                     | 大橋洋生          |
| 8.   | 髙橋真生                                     | 小高沙里          |
| 9.   | 中井莉加                                     | 太田正人          |
| 10.  | 中村步加                                     | SOLU MEDIAGE INC. |

### Type-C
| CD   | CD                                              | CD     | CD      | CD       |
| 曲序 | 曲目                                            |        | 作曲    | 編曲     |
| ---- | ----------------------------------------------- | ------ | ------- | -------- |
| 1.   | 藍天會延續到這世界上的哪裡去呢？                | 秋元康 | 齊門    | 板垣祐介 |
| 2.   | 我的眼淚流不出來（SNS選拔）                     | 秋元康 | aokado  | Mitsu.J  |
| 3.   | 有什麼東西在                                    | 秋元康 | Bugbear | 立山秋航 |
| 4.   | 藍天會延續到這世界上的哪裡去呢？ off vocal ver. |        | 齊門    | 板垣祐介 |
| 5.   | 我的眼淚流不出來 off vocal ver.                 |        | aokado  | Mitsu.J  |
| 6.   | 有什麼東西在 off vocal ver.                     |        | Bugbear | 立山秋航 |

| DVD  | DVD                                          | DVD        |
| 曲序 | 曲目                                         | 導演       |
| ---- | -------------------------------------------- | ---------- |
| 1.   | 藍天會延續到這世界上的哪裡去呢？ MUSIC VIDEO | 山戶結希   |
| 2.   | 有什麼東西在 MUSIC VIDEO                     | 上田大樹   |
| 3.   | 奈良未遙                                     | 佐藤祐紀   |
| 4.   | 西潟茉莉奈                                   | 高橋栄樹   |
| 5.   | 西村菜那子                                   | 杉本視     |
| 6.   | 長谷川玲奈                                   | 酒井伸太郎 |
| 7.   | 本間日陽                                     | 金允洙     |
| 8.   | 宮島亞彌                                     | 柳田格之進 |
| 9.   | 山口真帆                                     | 大橋陽     |
| 10.  | 村雲颯香                                     | 長坂茂     |
| 11.  | 山田野繪                                     | Dj HiRo    |

### NGT48 CD盘
| CD   | CD                                              | CD     | CD       | CD       |
| 曲序 | 曲目                                            |        | 作曲     | 編曲     |
| ---- | ----------------------------------------------- | ------ | -------- | -------- |
| 1.   | 藍天會延續到這世界上的哪裡去呢？                | 秋元康 | 齊門     | 板垣祐介 |
| 2.   | 我的眼淚流不出來（SNS選拔）                     | 秋元康 | aokado   | Mitsu.J  |
| 3.   | 笨拙的上學電車（故鄉組）                        | 秋元康 | 梅口敦史 | 立山秋航 |
| 4.   | 藍天會延續到這世界上的哪裡去呢？ off vocal ver. |        | 齊門     | 板垣祐介 |
| 5.   | 我的眼淚流不出來 off vocal ver.                 |        | aokado   | Mitsu.J  |
| 6.   | 笨拙的上學電車 off vocal ver.                   |        | 梅口敦史 | 立山秋航 |

## 選拔成員

### 藍天會延續到這世界上的哪裡去呢？
（Center：荻野由佳）
- Team NIII：荻野由佳、小熊倫實、柏木由紀（兼任AKB48 Team B）、加藤美南、北原里英、佐藤杏樹、菅原里子、高倉萌香、太野彩香、中井莉加、西潟茉莉奈、長谷川玲奈、本間日陽、村雲颯香、山口真帆、山田野繪
- 研究生：角尤利婭、宮島亞彌

### 我的眼淚流不出來
「SNS選拔」名義
（Center：中井莉加）
- Team NIII：荻野由佳、小熊倫實、加藤美南、菅原里子、中井莉加、西潟茉莉奈、長谷川玲奈、本間日陽、山口真帆
- 研究生：西村菜那子、中村步加、奈良未遙、宮島亞彌

### 在成為大人之前
「Real学生選拔」名義
（Center：小熊倫實）
- Team NIII：小熊倫實、佐藤杏樹、菅原里子、高倉萌香、長谷川玲奈、本間日陽、山田野繪
- 研究生：清司麗菜、角尤利婭、日下部愛菜、高橋真生

### 擁抱的櫻木町
- Team NIII：中井莉加
- LOS INDIOS

### 有什麼東西在
（Center：本間日陽） 
- Team NIII：荻野由佳、小熊倫實、柏木由紀（兼任AKB48 Team B）、加藤美南、北原里英、佐藤杏樹、菅原里子、高倉萌香、太野彩香、中井莉加、西潟茉莉奈、長谷川玲奈、本間日陽、村雲颯香、山口真帆、山田野繪
- 研究生：大瀧友梨亞、角尤利婭、日下部愛菜、清司麗菜、高橋真生、中村步加、奈良未遙、宮島亞彌、西村菜那子

### 笨拙的上學電車
「故乡Team」名義
（Center：加藤美南、中村步加） 
- Team NIII：荻野由佳、柏木由紀（兼任AKB48 Team B）、加藤美南、北原里英、太野彩香、村雲颯香
- 研究生：西村菜那子、中村步加、奈良未遙

## 外部連結
- Sony Music
  - Type-A（页面存档备份，存于）
  - Type-B（页面存档备份，存于）
  - Type-C（页面存档备份，存于）
  - NGT48 CD盤（页面存档备份，存于）
- NGT48 Official Site
  - Type-A （页面存档备份，存于）
  - Type-B （页面存档备份，存于）
  - Type-C （页面存档备份，存于）
  - NGT48 CD盤 （页面存档备份，存于）
- NGT48 Mobile
  - 特設ページ （页面存档备份，存于）
  - ディスコグラフィー （页面存档备份，存于）
- YouTube上的【特報】NGT48 2ndシングル 12/6発売決定＆選抜メンバー・センター発表 / NGT48
- YouTube上的＜期間限定＞NGT48『世界はどこまで青空なのか?』MUSIC VIDEO Full / NGT48